# 共和トルコ党
共和トルコ党（きょうわトルコとう）は、北キプロス・トルコ共和国の政党。キプロス共和国（南キプロス）との統合を推進する左派政党。

## 党名
- 日本語訳では共和国トルコ党とされる場合もある。
- トルコ語名はCumhuriyetçi Türk Partisi。略称CTP。
- 英語名はRepublican Turkish Party。

## 政党
1970年、キプロスにおけるトルコ系住民の指導者ファジル・クジュクおよびラウフ・デンクタシュに対抗する政党として設立。トルコの大学の卒業者が大量に流入した1980年代を通して左傾化した。
オクゼル・オズグル党首のもと、南キプロスの左翼政党労働人民進歩党と再統一について協議を重ねた。その後はフェルディ・サビト・ソイェル党首のもとで、ヨーロッパ型の社会民主主義政党へと脱皮。2005年1月20日の議会選で50議席中24議席を獲得し、最大党派を形成した共和トルコ党は、党の幹部メフメト・アリ・タラートを首相とする新内閣を発足させた。さらに、同年4月17日の大統領選でタラートは過半数の支持を得て当選し、ラウフ・デンクタシュ初代大統領の後任として第2代大統領に就任している。ちなみに、タラートの後任の首相にはソイェルが就任した。
2009年4月19日の議会選では国民統一党に敗北し、行政府を同党に明け渡している。